# フェンダー・プレシジョンベース
プレシジョンベース（Precision Bass）は、エレクトリックベースの一種。1951年にフェンダー社から発売されて以来、現在まで広く普及している。日本での一般的な略称はプレベ。英語圏ではP-Bassなどとも。

## 概要
1950年にレオ・フェンダーによってプロト・タイプが作られ、1951年11月(10月説も有り)から発売された。当初のモデルは、実質的にテレキャスターのベース版であり、コンター加工されていないアッシュ製ボディ、メイプル・ワンピース・ネック、テレキャスターと同様のヘッド・デザイン、1つのコマに2本ずつ弦を乗せるブリッジサドルに、シングルコイル・ピックアップを1つ搭載というシンプルなスペックであった。
それまでのコントラバス(ウッドベース)に比べ、コンパクトで扱いやすく、アンプによって大音量も出せるため、好評を博した。また、ネックにフレットが打たれたことで、容易に正確な音程を出すことが出来るのも大きな特徴であった。このことは「プレシジョン（正確な）」という名前の由来にもなっている。
いくつかの細かな仕様変更はあったものの、基本的に上記のスペックで1957年初期まで生産されたものを、「オリジナル・プレシジョン・ベース」と呼び、それ以降のモデルとは区別されている。
1957年中期以降のプレシジョンベースは、デザインと開発助手に、フレディ・タバレスとフォレスト・ホワイトが迎え入れられ、当時としては革命的だったスプリットコイル・ピックアップ、ストラトキャスターに近いヘッドデザイン、オクターヴ調整と弦高調節がしやすくなった4コマのブリッジサドルなど、よりリファインされたモデルとなった。以降、基本的なスペックは安定し、同社のジャズベースと共に、エレクトリックベースのスタンダードとして現在でも多くのプレイヤーに使用され続けている。

## 名称

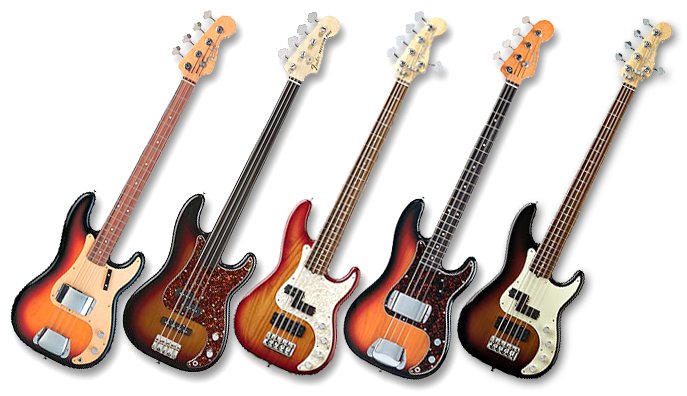
様々なプレシジョン・ベース

元々は、フレットによって正確（プレシジョン）な音程が出せることからこう名付けられたが、現在では、ボディの形状やピックアップ構成などが同じであれば、フレットレスであってもこう呼ばれることが多い。狭義にはフェンダー社製のものだけを指すが、広義には同型のベース全般を指し、プレシジョン・ベースという名称は一般名詞化している。
また、初期モデルのオリジナル・プレシジョンベースとその復刻版が、一般化したプレシジョンベースと区別するためなどからテレキャスターに似た外見によってテレキャスターベース（テレキャス・ベース）と呼ばれることがあるが、実際にテレキャスターベースというモデルもこのオリジナル・プレシジョンベースの形状を復活させる形で1968から1979年にかけて発売されていたため、初期プレシジョン・ベースやそれ以降の復刻版をテレキャスターベースと呼ぶのは厳密には間違いであるとも言える。